# Thalassodes ostracites
Thalassodes ostracites là một loài bướm đêm trong họ Geometridae.